# مكيل هاوسمان
مكيل هاوسمان (بالهولندية: Michiel Huisman)‏ هو ممثل هولندي من مواليد 18 يوليو 1981. هو معروف بأدواره في مسلسل صراع العروش (2014-الحاضر) وفيلم الرومانسية عصر أدالين (2015).

## روابط خارجية
- مكيل هاوسمان على موقع IMDb (الإنجليزية)
- مكيل هاوسمان على موقع قاعدة بيانات الأفلام العربية
- مكيل هاوسمان على موقع ألو سيني (الفرنسية)
- مكيل هاوسمان على موقع ميوزك برينز (الإنجليزية)
- مكيل هاوسمان على موقع تيرنر كلاسيك موفيز (الإنجليزية)
- مكيل هاوسمان على موقع أول موفي (الإنجليزية)
- مكيل هاوسمان على موقع قاعدة بيانات الأفلام السويدية (السويدية)
- مكيل هاوسمان على موقع ديسكوغز (الإنجليزية)
- مكيل هاوسمان على موقع قاعدة بيانات الفيلم (الإنجليزية)
- مكيل هاوسمان على موقع كينوبويسك (الروسية)